# Dóri Ház
A Dóri Ház Magyarország első gyermekhospice háza, amelyet a Szemem Fénye Alapítvány működtet Pécsett. A ház – amely első lakóját 2011-ben fogadta –, egy rákban elhunyt pécsi lány, Várdai Dóra (1987-2004) nevét viseli. A Dóri Ház egyidejűleg 5 fő gyermek, vagy 2 család ellátását tudja biztosítani.
A Dóri Ház 2019-ben befejezte működését.

## Gyermekhospice
A Szemem Fénye Alapítvány 2010-ben hozta létre a Dóri Házat, ahol gyógyíthatatlan gyermekek és fiatal felnőttek, valamint családtagjaik részesülnek térítésmentes ellátásban. Az alapítvány többéves küzdelmeként 2012-ben a gyermekhospice elismert szakma lett, önálló szakmakódot és a felnőtt hospice-tól eltérő szakmai követelményrendszert kapott.
A gyermekhospice sajátossága, hogy az ellátás már a gyermek diagnózisának felállításakor kezdetét veszi. Vagyis egy éveken át nyújtott, szeretetteljes gondoskodást jelent, amely kiterjed az egész családra. A gyermekhospice másik ismérve, hogy nem csak daganatos, hanem minden egyéb, veleszületett vagy szerzett, életet megrövidítő betegségben szenvedő gyereket fogad és igyekszik minden területen segítséget nyújtani.

## Mentesítő ellátás
A Dóri Ház egyik fő feladata a mentesítő ellátás, ami a 24 órás egészségügyi ellátás mellett a gyermekek és a szülők életminőségének javítását is magába foglalja. Orvos, ápolók, gyógytornász, gyógypedagógus, pszichológus, zeneterapeuta, dietetikus dolgozik azon, hogy a ház lakói ott tartózkodásuk alatt ne csak jól érezzék magukat, hanem fejlődjenek is. A mentesítő szolgálat az állandó készenléttől, gyermekük – sokszor napi 24 órás – otthoni gondozásától kimerült szülőket kívánja egy időre tehermentesíteni.
A szülők dönthetnek úgy, hogy gyermeküket egy időre a családias körülményeket, szakszerű és szeretettel teli gondoskodást biztosító Dóri Házra bízzák, míg ők másutt pihenik ki magukat. Választhatják azonban azt a megoldást, hogy a beteg gyerekkel és testvéreivel együtt maguk is beköltözhetnek a házba.

## Tranzit ellátás
A Dóri Ház tranzit ellátásával a kórházi és otthoni ápolás közötti időszakban nyújt a szülőknek támogatást. A kórházban eltöltött hetek, hónapok után sok szülőt kétségek gyötörnek, hogy megfelelően tudja-e majd ápolni otthon a beteg gyermekét, képes-e önállóan megoldani az ezzel járó feladatokat. Amire a kórházban nem mindig jut elég idő, a gyermekhospice házban türelmes és segítőkész légkörben biztonságosan elsajátítható. Az egészségügyi szakemberek megtanítják a szülőknek azokat a gyermekük ápolásához szükséges technikákat – például a szondán át táplálás, váladékleszívás, tornáztatás –, amelyeket már biztonsággal alkalmazhatnak otthon önállóan is.

## Nappali ellátás
Sok szülő számára jelent gondot, hogy halaszthatatlan feladatai esetén nem tudja kire bízni állandó gondoskodást igénylő, beteg gyermekét. A nappali ellátás során a kis beteg csak napjának egy részét tölti a Dóri Házban, utána családja hazaviszi. Számára is rendelkezésre áll a teljes szakembergárda, akik a szülők bevonásával mindenre kiterjedő ápolási tervet készítenek. Ebben helyet kap a zeneterápia, gyógytorna, gyógypedagógia és pszichológiai foglalkozások is.

## Életvégi ellátás
Az életvégi ellátás során a Dóri Házban a krónikus beteg gyermeket és családját támogatják a gyermek életének utolsó időszakában. A szakszerű gondozáson túl segítenek a szülőknek végiggondolni, hogy hol, hogyan köszönhetnek el majd gyermeküktől. Ennek kidolgozott formája az életvégi terv. Az életvégi tervet sokszor maguk a fiatal betegek is alakítják, elmondva, kit szeretnének maguk mellett tudni az utolsó percben, milyen módja, keretei legyenek a végső búcsúnak.
Amennyiben a család úgy dönt, a gyermekhospice ház e célra kialakított szobájában, másoktól különvonulva tölthetik a még együtt megélhető időt. Itt az utolsó pillanaton túl is van lehetőség a búcsúzásra, hiszen a Dóri Házban ravatalozó is működik. Amennyiben a szülők kérik, a gyermekhospice szolgálat a temetés megszervezésében is segít.